# Statistiche e record di Aryna Sabalenka
| Finali in carriera |                  |       |       |     |        |
| |                  |       |       |     |        |
| Specialità | Categoria        | Vinte | Perse | Tot | V %    |
| Singolare | Grande Slam      | 3     | 3     | 6   | 50%    |
| Singolare | Olimpiadi estive | –     | –     | –   | –      |
| Singolare | WTA Finals       | 0     | 1     | 1   | 0%     |
| Singolare | WTA Elite Trophy | 1     | 0     | 1   | 100%   |
| Singolare | WTA 1000*        | 9     | 4     | 13  | 69.23% |
| Singolare | WTA 500 & 250**  | 7     | 10    | 17  | 41.18% |
| Singolare | Totale           | 20    | 18    | 38  | 52.63% |
| Doppio | Grande Slam      | 2     | 0     | 2   | 100%   |
| Doppio | Olimpiadi estive | –     | –     | –   | –      |
| Doppio | WTA Finals       | 0     | 0     | 0   | –      |
| Doppio | WTA 1000*        | 2     | 1     | 3   | 66.67% |
| Doppio | WTA 500 & 250**  | 2     | 1     | 3   | 66.67% |
| Doppio | Totale           | 6     | 2     | 8   | 75%    |
| * Conosciuti in precedenza come tornei "WTA Premier Mandatory & 5" fino al 2020 ** Conosciuti in precedenza come tornei "WTA Premier & International" fino al 2020 |                  |       |       |     |        |

In questa pagina sono riportare le statistiche realizzate da Aryna Sabalenka durante la sua carriera tennistica.

## Statistiche WTA

### Singolare

#### Vittorie (20)
| Legenda               |              |
| Grande Slam (3)       |              |
| Ori olimpici (0)      |              |
| WTA Finals (0)        |              |
| WTA Elite Trophy (1)  |              |
| Dal 2009 al 2020      | Dal 2021     |
| Premier Mandatory (0) | WTA 1000 (6) |
| Premier 5 (3)         | WTA 1000 (6) |
| Premier (2)           | WTA 500 (3)  |
| International (2)     | WTA 250 (0)  |

| N.  | Data              | Torneo                           | Superficie  | Avversaria in finale | Risultato        |
| 1.  | 25 agosto 2018    | New Haven Open, New Haven        | Cemento     | Carla Suárez Navarro | 6–1, 6–4         |
| 2.  | 29 settembre 2018 | Wuhan Open, Wuhan                | Cemento     | Anett Kontaveit      | 6–3, 6–3         |
| 3.  | 5 gennaio 2019    | Shenzhen Open, Shenzhen          | Cemento     | Alison Riske         | 4–6, 7–6(2), 6–3 |
| 4.  | 28 settembre 2019 | Wuhan Open, Wuhan (2)            | Cemento     | Alison Riske         | 6–3, 3–6, 6–1    |
| 5.  | 27 ottobre 2019   | WTA Elite Trophy, Zhuhai         | Cemento (i) | Kiki Bertens         | 6–4, 6–2         |
| 6.  | 29 febbraio 2020  | Qatar Ladies Open, Doha          | Cemento     | Petra Kvitová        | 6–3, 6–3         |
| 7.  | 25 ottobre 2020   | Ostrava Open, Ostrava            | Cemento (i) | Viktoryja Azaranka   | 6–2, 6–2         |
| 8.  | 15 novembre 2020  | Austria Ladies Linz, Linz        | Cemento (i) | Elise Mertens        | 7–5, 6–2         |
| 9.  | 13 gennaio 2021   | Abu Dhabi Open, Abu Dhabi        | Cemento     | Veronika Kudermetova | 6–2, 6–2         |
| 10. | 8 maggio 2021     | Madrid Open, Madrid              | Terra rossa | Ashleigh Barty       | 6–0, 3–6, 6–4    |
| 11. | 8 gennaio 2023    | Adelaide International, Adelaide | Cemento     | Linda Nosková        | 6–3, 7–6(4)      |
| 12. | 28 gennaio 2023   | Australian Open, Melbourne       | Cemento     | Elena Rybakina       | 4–6, 6–3, 6–4    |
| 13. | 6 maggio 2023     | Madrid Open, Madrid (2)          | Terra rossa | Iga Świątek          | 6–3, 3–6, 6–3    |
| 14. | 27 gennaio 2024   | Australian Open, Melbourne (2)   | Cemento     | Zheng Qinwen         | 6–3, 6–2         |
| 15. | 19 agosto 2024    | Cincinnati Open, Cincinnati      | Cemento     | Jessica Pegula       | 6–3, 7–5         |
| 16. | 7 settembre 2024  | US Open, New York                | Cemento     | Jessica Pegula       | 7–5, 7–5         |
| 17. | 13 ottobre 2024   | Wuhan Open, Wuhan (3)            | Cemento     | Zheng Qinwen         | 6–3, 5–7, 6–3    |
| 18. | 5 gennaio 2025    | Brisbane International, Brisbane | Cemento     | Polina Kudermetova   | 4–6, 6–3, 6–2    |
| 19. | 29 marzo 2025     | Miami Open, Miami Gardens        | Cemento     | Jessica Pegula       | 7–5, 6–2         |
| 20. | 3 maggio 2025     | Madrid Open, Madrid (3)          | Terra rossa | Coco Gauff           | 6–3, 7–6(3)      |

#### Sconfitte (18)
| Legenda               |              |
| Grande Slam (3)       |              |
| Argenti olimpici (0)  |              |
| WTA Finals (1)        |              |
| WTA Elite Trophy (0)  |              |
| Dal 2009 al 2020      | Dal 2021     |
| Premier Mandatory (0) | WTA 1000 (4) |
| Premier 5 (0)         | WTA 1000 (4) |
| Premier (2)           | WTA 500 (5)  |
| International (2)     | WTA 250 (1)  |

| N.  | Data             | Torneo                                   | Superficie      | Avversaria in finale   | Risultato        |
| 1.  | 15 ottobre 2017  | Tianjin Open, Tianjin                    | Cemento         | Marija Šarapova        | 5–7, 6(8)–7      |
| 2.  | 15 aprile 2018   | Ladies Open Lugano, Lugano               | Terra rossa     | Elise Mertens          | 5–7, 2–6         |
| 3.  | 30 giugno 2018   | Eastbourne International, Eastbourne     | Erba            | Caroline Wozniacki     | 5–7, 6(5)–7      |
| 4.  | 4 agosto 2019    | Silicon Valley Classic, San Jose         | Cemento         | Zheng Saisai           | 3–6, 6(3)–7      |
| 5.  | 25 aprile 2021   | Stuttgart Open, Stoccarda                | Terra rossa (i) | Ashleigh Barty         | 6–3, 0–6, 3–6    |
| 6.  | 24 aprile 2022   | Stuttgart Open, Stoccarda (2)            | Terra rossa (i) | Iga Świątek            | 2–6, 2–6         |
| 7.  | 12 giugno 2022   | Rosmalen Open, 's-Hertogenbosch          | Erba            | Ekaterina Aleksandrova | 5–7, 0–6         |
| 8.  | 7 novembre 2022  | WTA Finals, Fort Worth                   | Cemento (i)     | Caroline Garcia        | 6(4)–7, 4–6      |
| 9.  | 19 marzo 2023    | Indian Wells Open, Indian Wells          | Cemento         | Elena Rybakina         | 6(11)–7, 4–6     |
| 10. | 23 aprile 2023   | Stuttgart Open, Stoccarda (3)            | Terra rossa (i) | Iga Świątek            | 3–6, 4–6         |
| 11. | 9 settembre 2023 | US Open, New York                        | Cemento         | Coco Gauff             | 6–2, 3–6, 2–6    |
| 12. | 7 gennaio 2024   | Brisbane International, Brisbane         | Cemento         | Elena Rybakina         | 0–6, 3–6         |
| 13. | 4 maggio 2024    | Madrid Open, Madrid                      | Terra rossa     | Iga Świątek            | 5–7, 6–4, 6(7)–7 |
| 14. | 18 maggio 2024   | Internazionali d'Italia, Roma            | Terra rossa     | Iga Świątek            | 2–6, 3–6         |
| 15. | 25 gennaio 2025  | Australian Open, Melbourne               | Cemento         | Madison Keys           | 3–6, 6–2, 5–7    |
| 16. | 16 marzo 2025    | Indian Wells Open, Indian Wells (2)      | Cemento         | Mirra Andreeva         | 6–2, 4–6, 3–6    |
| 17. | 21 aprile 2025   | Porsche Tennis Grand Prix, Stoccarda (4) | Terra rossa (i) | Jeļena Ostapenko       | 4–6, 1–6         |
| 18. | 7 giugno 2025    | Open di Francia, Parigi                  | Terra rossa     | Coco Gauff             | 7-6(5), 2-6, 4-6 |

### Doppio

#### Vittorie (6)
| Legenda               |              |
| Grande Slam (2)       |              |
| Ori olimpici (0)      |              |
| WTA Finals (0)        |              |
| WTA Elite Trophy (0)  |              |
| Dal 2009 al 2020      | Dal 2021     |
| Premier Mandatory (2) | WTA 1000 (0) |
| Premier 5 (0)         | WTA 1000 (0) |
| Premier (1)           | WTA 500 (1)  |
| International (0)     | WTA 250 (0)  |

| N. | Data             | Torneo                          | Superficie  | Compagna           | Avversarie in finale                  | Punteggio        |
| 1. | 16 marzo 2019    | Indian Wells Open, Indian Wells | Cemento     | Elise Mertens      | Barbora Krejčíková Kateřina Siniaková | 6–3, 6–2         |
| 2. | 31 marzo 2019    | Miami Open, Miami Gardens       | Cemento     | Elise Mertens      | Samantha Stosur Zhang Shuai           | 7–6(5), 6–2      |
| 3. | 8 settembre 2019 | US Open, New York               | Cemento     | Elise Mertens      | Viktoryja Azaranka Ashleigh Barty     | 7–5, 7–5         |
| 4. | 25 ottobre 2020  | Ostrava Open, Ostrava           | Cemento (i) | Elise Mertens      | Gabriela Dabrowski Luisa Stefani      | 6–1, 6–3         |
| 5. | 19 febbraio 2021 | Australian Open, Melbourne      | Cemento     | Elise Mertens      | Barbora Krejčíková Kateřina Siniaková | 6–2, 6–3         |
| 6. | 20 giugno 2021   | German Open, Berlino            | Erba        | Viktoryja Azaranka | Nicole Melichar Demi Schuurs          | 4–6, 7–5, [10–4] |

#### Sconfitte (2)
| Legenda               |              |
| Grande Slam (0)       |              |
| Argenti olimpici (0)  |              |
| WTA Finals (0)        |              |
| WTA Elite Trophy (0)  |              |
| Dal 2009 al 2020      | Dal 2021     |
| Premier Mandatory (0) | WTA 1000 (0) |
| Premier 5 (1)         | WTA 1000 (0) |
| Premier (0)           | WTA 500 (0)  |
| International (1)     | WTA 250 (0)  |

| N. | Data              | Torneo                     | Superficie  | Compagna      | Avversarie in finale               | Punteggio   |
| 1. | 15 aprile 2018    | Ladies Open Lugano, Lugano | Terra rossa | Vera Lapko    | Kirsten Flipkens Elise Mertens     | 1–6, 3–6    |
| 2. | 28 settembre 2019 | Wuhan Open, Wuhan          | Cemento     | Elise Mertens | Duan Yingying Veronika Kudermetova | 6(2)–7, 2–6 |

## Circuito WTA 125

### Singolare

#### Vittorie (1)
| N. | Data             | Torneo              | Superficie | Avversaria in finale | Risultato |
| 1. | 26 novembre 2017 | Mumbai Open, Mumbai | Cemento    | Dalila Jakupovič     | 6–2, 6–3  |

### Doppio

#### Vittorie (1)
| N. | Data             | Torneo                     | Superficie    | Compagna             | Avversarie in finale          | Punteggio           |
| 1. | 19 novembre 2017 | Taipei Ladies Open, Taipei | Sintetico (i) | Veronika Kudermetova | Monique Adamczak Naomi Broady | 2–6, 7–6(5), [10–6] |

## Statistiche ITF

### Singolare

#### Vittorie (5)
| Torneo $100.000 (0) |
| Torneo $80.000 (0)  |
| Torneo $75.000 (0)  |
| Torneo $60.000 (0)  |
| Torneo $50.000 (2)  |
| Torneo $25.000 (1)  |
| Torneo $15.000 (0)  |
| Torneo $10.000 (2)  |

| N. | Data             | Torneo                                          | Superficie    | Avversaria in finale | Score            |
| 1. | 4 ottobre 2015   | Tennis Organisation, Adalia                     | Cemento       | Daiana Negreanu      | 6–3, 7–5         |
| 2. | 11 ottobre 2015  | Tennis Organisation, Adalia                     | Cemento       | Nicoleta Dascălu     | 6–4, 6(4)–7, 7–5 |
| 3. | 27 dicembre 2015 | NECC ITF International Women's Tournament, Pune | Cemento       | Viktorija Kamenskaja | 6–3, 6–4         |
| 4. | 29 maggio 2016   | Tianjin Health Industry Park, Tientsin          | Cemento       | Nina Stojanović      | 5–7, 6–3, 6–1    |
| 5. | 20 novembre 2016 | Dunlop World Challenge, Toyota                  | Sintetico (i) | Lizette Cabrera      | 6–2, 6–4         |

#### Sconfitte (3)
| Torneo $100.000 (0) |
| Torneo $80.000 (0)  |
| Torneo $75.000 (0)  |
| Torneo $60.000 (1)  |
| Torneo $50.000 (0)  |
| Torneo $25.000 (2)  |
| Torneo $15.000 (0)  |
| Torneo $10.000 (0)  |

| N. | Data             | Torneo                                                 | Superficie | Avversaria in finale   | Score          |
| 1. | 14 dicembre 2015 | Ganesh Naik ITF Women's Tennis Tournament, Navi Mumbai | Cemento    | Barbara Haas           | 6(2)–7, 6(6)–7 |
| 2. | 21 febbraio 2016 | Perth Tennis International, Perth                      | Cemento    | Arina Rodionova        | 1–6, 1–6       |
| 3. | 19 marzo 2017    | Pingshan Open, Shenzhen                                | Cemento    | Ekaterina Aleksandrova | 2–6, 5–7       |

### Doppio

#### Vittorie (1)
| Torneo $100.000 (0) |
| Torneo $80.000 (0)  |
| Torneo $75.000 (0)  |
| Torneo $60.000 (0)  |
| Torneo $50.000 (0)  |
| Torneo $25.000 (0)  |
| Torneo $15.000 (0)  |
| Torneo $10.000 (1)  |

| N. | Data           | Torneo                      | Superficie | Compagna         | Avversarie in finale    | Punteggio |
| 1. | 4 ottobre 2015 | Tennis Organisation, Adalia | Cemento    | Vivien Juhászová | Ayla Aksu Anita Husarić | 6–1, 6–3  |

#### Sconfitte (1)
| Torneo $100.000 (0) |
| Torneo $80.000 (0)  |
| Torneo $75.000 (0)  |
| Torneo $60.000 (0)  |
| Torneo $50.000 (0)  |
| Torneo $25.000 (0)  |
| Torneo $15.000 (0)  |
| Torneo $10.000 (1)  |

| N. | Data           | Torneo                                     | Superficie | Compagna       | Avversarie in finale         | Punteggio        |
| 1. | 13 aprile 2015 | Heraklion Hellenic Zeus Circuit, Heraklion | Cemento    | Tamara Čurović | Sharrmadaa Baluu Lee Pei-chi | 6–4, 3–6, [2–10] |

## Risultati in progressione
| Sigla | Risultato               |
| ----- | ----------------------- |
| V     | Vincitore               |
| F     | Finalista               |
| SF    | Semifinalista           |
| O     | Oro olimpico            |
| A     | Argento olimpico        |
| SF    | Bronzo olimpico         |
| QF    | Quarti di Finale        |
| 4T    | Quarto turno            |
| 3T    | Terzo turno             |
| 2T    | Secondo turno           |
| 1T    | Primo turno             |
| RR    | Round Robin             |
| LQ    | Turno di qualificazione |
| A     | Assente                 |
| ND    | Non disputato           |

| Legenda superfici    |
| -------------------- |
| Cemento              |
| Terra battuta        |
| Erba                 |
| Superficie variabile |

### Singolare
Aggiornato a fine Open di Francia 2025.
| Tornei del Grande Slam |                 |                 |                 |                 |               |               |               |               |               |               |             |             |
| Australian Open        | A               | Q2              | 1T              | 3T              | 1T            | 4T            | 4T            | V             | V             | F             | 2 / 8       | 28–6        |
| Open di Francia        | A               | Q1              | 1T              | 2T              | 3T            | 3T            | 3T            | SF            | QF            | F             | 0 / 8       | 22–8        |
| Wimbledon              | A               | 2T              | 1T              | 1T              | ND            | SF            | A             | SF            | A             |               | 0 / 5       | 11–5        |
| US Open                | Q2              | Q1              | 4T              | 2T              | 2T            | SF            | SF            | F             | V             |               | 1 / 7       | 28–6        |
| Vittorie–sconfitte     | 0–0             | 1–1             | 3–4             | 4–4             | 3–3           | 15–4          | 10–3          | 23–3          | 18–1          | 12–1          | 3 / 28      | 89–24       |
| Giochi olimpici        |                 |                 |                 |                 |               |               |               |               |               |               |             |             |
| Giochi olimpici        | A               | Non disputati   | Non disputati   | Non disputati   | Non disputati | 2T            | Non disputati | Non disputati | A             | ND            | 0 / 1       | 1–1         |
| Tornei di fine anno    |                 |                 |                 |                 |               |               |               |               |               |               |             |             |
| WTA Finals             | Non qualificata | Non qualificata | Non qualificata | Non qualificata | ND            | RR            | F             | SF            | SF            |               | 0 / 4       | 8–8         |
| WTA Elite Trophy       | Non qualificata | Non qualificata | RR              | V               | Non disputato | Non disputato | Non disputato | NQ            | Non disputato | Non disputato | 1 / 2       | 5–1         |
| WTA 1000               |                 |                 |                 |                 |               |               |               |               |               |               |             |             |
| Doha                   | A               | 500             | A               | 500             | V             | 500           | QF            | 500           | A             | 2T            | 1 / 3       | 7–2         |
| Dubai                  | 500             | 1T              | 500             | 3T              | 500           | QF            | 500           | QF            | 2T            | 3T            | 0 / 6       | 6–6         |
| Indian Wells           | Assente         | Assente         | 3T              | 4T              | ND            | A             | 2T            | F             | 4T            | F             | 0 / 6       | 14–6        |
| Miami                  | Assente         | Assente         | 2T              | 2T              | ND            | QF            | 2T            | QF            | 3T            | V             | 1 / 7       | 14–6        |
| Madrid                 | Assente         | Assente         | 1T              | 1T              | ND            | V             | 2T            | V             | F             | V             | 3 / 7       | 23–4        |
| Roma                   | Assente         | Assente         | 1T              | 1T              | A             | 3T            | SF            | 2T            | F             | QF            | 0 / 7       | 13–7        |
| Montréal / Toronto     | Assente         | Assente         | 3T              | 1T              | ND            | SF            | 3T            | 3T            | QF            |               | 0 / 6       | 9–6         |
| Cincinnati             | A               | Q2              | SF              | 3T              | 3T            | 2T            | SF            | SF            | V             |               | 1 / 7       | 18–6        |
| Pechino                | A               | Q1              | QF              | 2T              | Non disputato | Non disputato | Non disputato | QF            | QF            |               | 0 / 4       | 9–4         |
| Wuhan                  | Assente         | Assente         | V               | V               | Non disputato | Non disputato | Non disputato | Non disputato | V             |               | 3 / 3       | 17–0        |
| WTA 500                |                 |                 |                 |                 |               |               |               |               |               |               |             |             |
| Brisbane               | Non disputato   | Non disputato   | Non disputato   | Non disputato   | Non disputato | 2T            | Non disputato | Non disputato | F             | V             | 1 / 3       | 9–2         |
| Adelaide               | Assente         | Assente         | Assente         | 2T              | SF            | A             | 2T            | V             | Assente       | Assente       | 1 / 4       | 7–3         |
| San Pietroburgo        | A               | Q1              | A               | SF              | Assente       | Assente       | Assente       | ND            | Assente       | Assente       | 0 / 1       | 2–1         |
| Abu Dhabi              | Non disputato   | Non disputato   | Non disputato   | Non disputato   | Non disputato | V             | ND            | Assente       | Assente       | Assente       | 1 / 1       | 6–0         |
| Doha / Dubai           | Assente         | Assente         | Assente         | Assente         | QF            | 2T            | 2T            | A             | 1000          | 1000          | 0 / 3       | 3–3         |
| Charleston             | Assente         | Assente         | Assente         | 3T              | Assente       | Assente       | 3T            | Assente       | Assente       | Assente       | 0 / 2       | 4–2         |
| Stoccarda              | Assente         | Assente         | Assente         | Assente         | ND            | F             | F             | F             | QF            | F             | 0 / 5       | 13–5        |
| Berlino                | Non disputato   | Non disputato   | Non disputato   | Non disputato   | Non disputato | 2T            | 1T            | 2T            | QF            |               | 0 / 4       | 2–4         |
| Eastbourne             | Assente         | Assente         | F               | QF              | ND            | QF            | Assente       | Assente       | Assente       | 250           | 0 / 3       | 9–3         |
| Washington             | Assente         | Assente         | Q1              | F               | ND            | A             | QF            | A             | SF            |               | 0 / 2       | 4–2         |
| New Haven              | Assente         | Assente         | V               | QF              | Non disputato | Non disputato | Non disputato | Assente       | Assente       |               | 1 / 2       | 6–1         |
| Mosca                  | Q1              | Assente         | Assente         | Assente         | ND            | QF            | Non disputato | Non disputato | Non disputato | Non disputato | 0 / 1       | 1–1         |
| Carriera               |                 |                 |                 |                 |               |               |               |               |               |               |             |             |
| Tornei giocati         | 0               | 5               | 23              | 24              | 12            | 19            | 21            | 16            | 17            | 10            | 147         | 147         |
| Titoli                 | 0               | 0               | 2               | 3               | 3             | 2             | 0             | 3             | 4             | 3             | 20          | 20          |
| Finali                 | 0               | 1               | 4               | 4               | 3             | 3             | 3             | 6             | 7             | 7             | 38          | 38          |
| Totale V–S             | 0–0             | 12–8            | 46–22           | 39–22           | 29–10         | 45–18         | 33–22         | 56–14         | 56–14         | 40–7          | 356–137     | 356–137     |
| Vittorie %             | N.D.            | 60%             | 68%             | 64%             | 74%           | 71%           | 60%           | 80%           | 80%           | 85%           | 72%         | 72%         |
| Ranking di fine anno   | 159             | 78              | 11              | 11              | 10            | 2             | 5             | 2             | 1             |               | $34.499.838 | $34.499.838 |

### Doppio
Aggiornato a fine WTA Tour 2024. 
| Torneo                 | 2016            | 2017            | 2018            | 2019          | 2020          | 2021            | 2022            | 2023            | Titoli          | V–S             |
| ---------------------- | --------------- | --------------- | --------------- | ------------- | ------------- | --------------- | --------------- | --------------- | --------------- | --------------- |
| Tornei del Grande Slam |                 |                 |                 |               |               |                 |                 |                 |                 |                 |
| Australian Open        | Assente         | Assente         | 1T              | 3T            | QF            | V               | Assente         | Assente         | 1 / 4           | 11–3            |
| Open di Francia        | Assente         | Assente         | Assente         | SF            | 2T            | Assente         | Assente         | Assente         | 0 / 2           | 5–2             |
| Wimbledon              | Assente         | Assente         | 2T              | QF            | ND            | A               | A               | A               | 0 / 2           | 4–2             |
| US Open                | Assente         | Assente         | 3T              | V             | QF            | Assente         | Assente         | Assente         | 1 / 3           | 10–3            |
| Vittorie-sconfitte     | 0–0             | 0–0             | 3–3             | 15–3          | 6–3           | 6–0             | 0–0             | 0–0             | 2 / 11          | 30–9            |
| Giochi olimpici        |                 |                 |                 |               |               |                 |                 |                 |                 |                 |
| Giochi olimpici        | A               | Non disputati   | Non disputati   | Non disputati | Non disputati | A               | Non disputati   | Non disputati   | 0 / 0           | 0–0             |
| Tornei di fine anno    |                 |                 |                 |               |               |                 |                 |                 |                 |                 |
| WTA Finals             | Non qualificata | Non qualificata | Non qualificata | RR            | ND            | Non qualificata | Non qualificata | Non qualificata | 0 / 1           | 1–2             |
| WTA 1000               |                 |                 |                 |               |               |                 |                 |                 |                 |                 |
| Doha / Dubai           | Assente         | Assente         | Assente         | Assente       | Assente       | 2T              | Assente         | Assente         | 0 / 1           | 0–1             |
| Indian Wells           | Assente         | Assente         | 2T              | V             | ND            | Assente         | Assente         | Assente         | 1 / 2           | 6–1             |
| Miami                  | Assente         | Assente         | 1T              | V             | ND            | 2T              | 2T              | A               | 1 / 4           | 6–3             |
| Madrid                 | Assente         | Assente         | Assente         | 1T            | ND            | A               | 1T              | A               | 0 / 2           | 0–2             |
| Roma                   | Assente         | Assente         | Assente         | 2T            | Assente       | Assente         | Assente         | Assente         | 0 / 1           | 0–1             |
| Montréal / Toronto     | Assente         | Assente         | 1T              | A             | ND            | QF              | Assente         | Assente         | 0 / 2           | 1–2             |
| Cincinnati             | Assente         | Assente         | 1T              | 2T            | QF            | Assente         | Assente         | Assente         | 0 / 3           | 2–3             |
| Wuhan                  | Assente         | Assente         | 1T              | F             | Non disputato | Non disputato   | Non disputato   | Non disputato   | 2 / 2           | 4–2             |
| Pechino                | Assente         | Assente         | Assente         | 2T            | Non disputato | Non disputato   | Non disputato   | A               | 0 / 1           | 0–1             |
| Carriera               |                 |                 |                 |               |               |                 |                 |                 |                 |                 |
| Tornei giocati         | 0               | 3               | 15              | 13            | 7             | 5               | 4               | 1               | 49              | 49              |
| Titoli                 | 0               | 0               | 0               | 3             | 1             | 2               | 0               | 0               | 6               | 6               |
| Finali                 | 0               | 0               | 1               | 4             | 1             | 2               | 0               | 0               | 8               | 8               |
| Totale V–S             | 0–1             | 2–4             | 14–16           | 30–12         | 15–6          | 10–3            | 2–3             | 3–1             | 90–67           | 90–67           |
| Vittorie %             | 0%              | 33%             | 47%             | 71%           | 71%           | 77%             | 40%             | 75%             | 57%             | 57%             |
| Ranking di fine anno   | 917             | 444             | 61              | 5             | 5             | 28              | 319             | 409             | Best rank. n° 1 | Best rank. n° 1 |

Note
1. 1 2  Gli atleti russi e bielorussi, a causa dell'inasprimento della crisi russo-ucraina, sono stati esclusi dal torneo di Wimbledon sia dall'ATP che dalla WTA.
2. 1 2 3 4  Il Dubai Tennis Championships e il Qatar Ladies Open di Doha si scambiarono frequentemente lo status tra evento Premier ed evento Premier 5 dal 2009 al 2020, mentre dal 2021 al 2023 tra evento WTA 1000 e WTA 500. Dal 2024 vengono disputati entrambi come eventi WTA 1000.
3. ↑  Dal 2021 al 2023 il torneo di Brisbane non è stato disputato a causa delle restrizioni dovute alla pandemia di COVID-19. Esclusivamente per l'edizione 2021 è stato rimpiazzato con due tornei a Melbourne, tra cui il Gippsland Trophy disputato da Sabalenka.
4. ↑  Dal 2020 sostituisce il Sydney International come evento Premier/500.
5. ↑  Dal 2024 è stato sostituito dall'Upper Austria Ladies Linz come evento 500.
6. ↑  Dal 2025 verrà sostituito dal Queen's Club Championships come evento 500.
7. ↑  Dal 2023 sostituisce il Mubadala Silicon Valley Classic come evento 500.
8. ↑  Nel 2019 è stato sostituito dal Zhengzhou Open come evento Premier/500, che dal 2024 è stato a sua volta sostituito dal Ningbo Open come evento 500.
9. ↑  L'assenza in calendario dei tornei cinesi (2020-2023) ha visto l'aggiunta del Guadalajara Open come WTA 1000 temporaneo nel 2022 e 2023; Sabalenka ha giocato solo nel 2022, perdendo nel match d'esordio.
10. ↑  Il ritiro prima di scendere in campo nei quarti di finale a Stoccarda non viene contata come una sconfitta per Sabalenka e Badosa e/o come una vittoria per le avversarie.

## Teste di serie nei Grandi Slam
In corsivo sono indicati gli Slam nei quali è stata finalista, mentre in grassetto quelli che ha vinto. 

### Singolare
| Anno | Australian Open    | Open di Francia    | Wimbledon          | US Open         |
| ---- | ------------------ | ------------------ | ------------------ | --------------- |
| 2016 | Assente            | Assente            | Assente            | Non qualificata |
| 2017 | Non qualificata    | Non qualificata    | Qualificata        | Non qualificata |
| 2018 | Non testa di serie | Non testa di serie | Non testa di serie | 26a             |
| 2019 | 11a                | 11a                | 10a                | 9a              |
| 2020 | 11a                | 8a                 | Non disputato      | 5a              |
| 2021 | 7a                 | 3a                 | 2a                 | 2a              |
| 2022 | 2a                 | 7a                 | Assente            | 6a              |
| 2023 | 5a                 | 2a                 | 2a                 | 2a              |
| 2024 | 2a                 | 2a                 | 2a                 | 2a              |
| 2025 | 1a                 | 1a                 |                    |                 |

### Doppio
| Anno | Australian Open    | Open di Francia | Wimbledon          | US Open            |
| ---- | ------------------ | --------------- | ------------------ | ------------------ |
| 2018 | Non testa di serie | Assente         | Non testa di serie | Non testa di serie |
| 2019 | Non testa di serie | 6a              | 6a                 | 4a                 |
| 2020 | 3a                 | 3a              | Non disputato      | 2a                 |
| 2021 | 2a                 | Assente         | Assente            | Assente            |
| 2022 | Assente            | Assente         | Assente            | Assente            |

Note
1. 1 2  La stagione 2020 è stata sospesa da marzo a settembre a causa della pandemia di COVID-19: Wimbledon non è stato disputato.
2. 1 2  Gli atleti russi e bielorussi, a causa dell'inasprimento della crisi russo-ucraina, sono stati esclusi dal torneo di Wimbledon sia dall'ATP che dalla WTA.

## Statistiche contro giocatrici Top 10

### Testa a testa
Le tenniste in grassetto sono giocatrici ancora in attività.
| Giocatrice                    | Vittorie–Sconfitte | Vittorie % | Cemento     | Terra rossa | Erba      | Ultima partita                                        |
| Numero 1 del ranking mondiale |                    |            |             |             |           |                                                       |
| Viktoryja Azaranka            | 5–1                | 83%        | 5–1         | –           | –         | Vinto (6–4, 6–4) Cincinnati 2024                      |
| Caroline Wozniacki            | 2–1                | 67%        | 1–0         | –           | 1–1       | Vinto (2–6, 6–4, 7–6(5)) Eastbourne 2019              |
| Karolína Plíšková             | 3–2                | 60%        | 2–1         | –           | 1–1       | Vinto (6–1, 7–6(4)) US Open 2022                      |
| Ashleigh Barty                | 4–4                | 50%        | 3–3         | 1–1         | –         | Vinto (6–0, 3–6, 6–4) Madrid 2021                     |
| Marija Šarapova               | 1–1                | 50%        | 1–1         | –           | –         | Vinto (6–1, 4–2, rit.) Shenzhen 2019                  |
| Simona Halep                  | 2–3                | 40%        | 1–3         | 1–0         | –         | Vinto (6–3, 6–2) Stoccarda 2021                       |
| Iga Świątek                   | 5–8                | 38%        | 3–3         | 2–5         | –         | Vinto (7–6(1), 4–6, 6–0) Open di Francia 2025         |
| Garbiñe Muguruza              | 1–2                | 33%        | 1–2         | –           | –         | Perso (6–3, 3–6, 2–6) Dubai 2021                      |
| Angelique Kerber              | 0–1                | 0%         | 0–1         | –           | –         | Perso (1–6, 6–4, 4–6) Indian Wells 2019               |
| Naomi Ōsaka                   | 0–1                | 0%         | 0–1         | –           | –         | Perso (3–6, 6–2, 4–6) US Open 2018                    |
| Serena Williams               | 0–1                | 0%         | 0–1         | –           | –         | Perso (4–6, 6–2, 4–6) Australian Open 2021            |
| Numero 2 del ranking mondiale |                    |            |             |             |           |                                                       |
| Agnieszka Radwańska           | 1–0                | 100%       | –           | –           | 1–0       | Vinto (6–3, 1–6, 6–3) Eastbourne 2018                 |
| Vera Zvonarëva                | 1–0                | 100%       | 1–0         | –           | –         | Vinto (6–3, 7–6(7)) US Open 2018                      |
| Anett Kontaveit               | 5–0                | 100%       | 3–0         | 2–0         | –         | Vinto (6–4, 3–6, 6–1) Stoccarda 2022                  |
| Barbora Krejčíková            | 6–1                | 86%        | 5–1         | 1–0         | –         | Vinto (6–2, 6–3) Australian Open 2024                 |
| Paula Badosa                  | 6–2                | 75%        | 2–2         | 4–0         | –         | Vinto (6–4, 6–2) Australian Open 2025                 |
| Ons Jabeur                    | 4–2                | 67%        | 3–0         | 0–2         | 1–0       | Vinto (7–5, 6–3) Cincinnati 2023                      |
| Svetlana Kuznecova            | 2–1                | 67%        | 2–0         | 0–1         | –         | Vinto (6–4, 6–3) Doha 2020                            |
| Coco Gauff                    | 5–5                | 50%        | 4–4         | 1–1         | –         | Vinto (6–3, 7–6(3)) Madrid 2025                       |
| Petra Kvitová                 | 2–3                | 40%        | 2–3         | –           | –         | Perso (4–6, 4–6) Dubai Tennis Championships 2022      |
| Numero 3 del ranking mondiale |                    |            |             |             |           |                                                       |
| Sloane Stephens               | 5–0                | 100%       | 4–0         | 1–0         | –         | Vinto (6–3, 6–2) Australian Open 2025                 |
| Elina Svitolina               | 5–1                | 83%        | 3–0         | 2–1         | –         | Vinto (6–3, 7–5) Madrid 2025                          |
| Jessica Pegula                | 7–2                | 78%        | 4–2         | 3–0         | –         | Vinto (7–5, 6–2) Miami 2025                           |
| Maria Sakkarī                 | 7–3                | 75%        | 6–3         | 1–0         | –         | Vinto (6–0, 6–1) WTA Finals 2023                      |
| Numero 4 del ranking mondiale |                    |            |             |             |           |                                                       |
| Dominika Cibulková            | 2–0                | 100%       | 1–0         | 1–0         | –         | Vinto (7–5, 6–1) Open di Francia 2019                 |
| Samantha Stosur               | 2–0                | 100%       | 2–0         | –           | –         | Vinto (7–5, 5–7, 6–3) Fed Cup 2019                    |
| Bianca Andreescu              | 2–0                | 100%       | –           | 1–0         | 1–0       | Vinto (6–1, 3–6, 6–2) Stoccarda 2022                  |
| Johanna Konta                 | 1–0                | 100%       | 1–0         | –           | –         | Vinto (4–6, 6–3, 6–4) Cincinnati 2018                 |
| Belinda Bencic                | 2–1                | 67%        | 2–1         | –           | –         | Vinto (7–5, 6–2) Australian Open 2023                 |
| Caroline Garcia               | 2–3                | 40%        | 2–3         | –           | –         | Perso (6(4)–7, 4–6) WTA Finals 2022                   |
| Kiki Bertens                  | 2–5                | 29%        | 2–2         | 0–2         | 0–1       | Perso (4–6, 4–6) Billie Jean King Cup 2020-2021       |
| Numero 5 del ranking mondiale |                    |            |             |             |           |                                                       |
| Eugenie Bouchard              | 1–0                | 100%       | 1–0         | –           | –         | Vinto (6–4, 6–3) Hobart 2018                          |
| Sara Errani                   | 1–0                | 100%       | 1–0         | –           | –         | Vinto (6–1, 6–3) Tianjin 2017                         |
| Numero 6 del ranking mondiale |                    |            |             |             |           |                                                       |
| Carla Suárez Navarro          | 3–1                | 75%        | 3–1         | –           | –         | Perso (6(6)–7, 6(6)–7) Australian Open 2020           |
| Numero 7 del ranking mondiale |                    |            |             |             |           |                                                       |
| Danielle Collins              | 4–0                | 100%       | 4–0         | –           | –         | Vinto (3–6, 6–3, 6–2) US Open 2022                    |
| Patty Schnyder                | 1–0                | 100%       | 1–0         | –           | –         | Vinto (7–5, 6–4) Dunlop World Challenge 2016          |
| Madison Keys                  | 1–1                | 50%        | 1–0         | –           | 0–1       | Perso (4–6, 6–1, 5–7) Bett1 Open 2021                 |
| Numero 8 del ranking mondiale |                    |            |             |             |           |                                                       |
| Dar'ja Kasatkina              | 3–2                | 60%        | 1–2         | 2–0         | –         | Perso (4–6, 7–5, 6–0) San Jose 2022                   |
| Numero 9 del ranking mondiale |                    |            |             |             |           |                                                       |
| Julia Görges                  | 2–0                | 100%       | 1–0         | –           | 1–0       | Vinto (6–4, 7–6(3)) Connecticut Open 2018             |
| Andrea Petković               | 1–0                | 100%       | 1–0         | –           | –         | Vinto (6–2, 6–1) Fed Cup 2019                         |
| CoCo Vandeweghe               | 1–1                | 50%        | 1–1         | –           | –         | Vinto (6–3, 6–3) Mubadala Silicon Valley Classic 2019 |
| Timea Bacsinszky              | 0–2                | 0%         | 0–2         | –           | –         | Perso (6(2)–7, 6(5)–7) Tianjin Open 2018              |
| Totali                        | 69–42              | 62%        | 54–31 (63%) | 12–8 (60%)  | 6–3 (67%) | Aggiornato al 7 maggio 2023                           |

## Vittorie contro giocatrici top 10
| Stagione | 2018 | 2019 | 2020 | 2021 | 2022 | 2023 | 2024 | 2025 | Totale |
| -------- | ---- | ---- | ---- | ---- | ---- | ---- | ---- | ---- | ------ |
| Vittorie | 8    | 3    | 1    | 4    | 5    | 8    | 11   | 8    | 48     |

| #    | Giocatrice            | Ranking | Evento                               | Superficie      | Turno | Punteggio        | Rank. ASR |
| ---- | --------------------- | ------- | ------------------------------------ | --------------- | ----- | ---------------- | --------- |
| 2018 |                       |         |                                      |                 |       |                  |           |
| 1.   | Karolína Plíšková (1) | 7       | Eastbourne International, Eastbourne | Erba            | QF    | 6–3, 2–6, 7–6(5) | 45        |
| 2.   | Caroline Wozniacki    | 2       | Canadian Open, Toronto               | Cemento         | 2T    | 5–7, 6–2, 7–6(4) | 39        |
| 3.   | Karolína Plíšková (2) | 8       | Cincinnati Open, Cincinnati          | Cemento         | 2T    | 2–6, 6–3, 7–5    | 34        |
| 4.   | Caroline Garcia (1)   | 5       | Cincinnati Open, Cincinnati          | Cemento         | 3T    | 6–4, 3–6, 7–5    | 34        |
| 5.   | Julia Görges          | 9       | Connecticut Open, Connecticut        | Cemento         | SF    | 6–4, 7–6(3)      | 25        |
| 6.   | Petra Kvitová         | 5       | US Open, New York                    | Cemento         | 3T    | 7–5, 6–1         | 20        |
| 7.   | Elina Svitolina       | 6       | Wuhan Open, Wuhan                    | Cemento         | 2T    | 6–4, 2–6, 6–1    | 20        |
| 8.   | Caroline Garcia (2)   | 8       | China Open, Pechino                  | Cemento         | 3T    | 5–7, 7–6(3), 6–0 | 16        |
| 2019 |                       |         |                                      |                 |       |                  |           |
| 9.   | Kiki Bertens (1)      | 8       | Wuhan Open, Wuhan                    | Cemento         | 3T    | 6–1, 7–6(9)      | 14        |
| 10.  | Ashleigh Barty (1)    | 1       | Wuhan Open, Wuhan                    | Cemento         | SF    | 7–5, 6–4         | 14        |
| 11.  | Kiki Bertens (2)      | 10      | WTA Elite Trophy, Zhuhai             | Cemento (i)     | F     | 6–4, 6–2         | 14        |
| 2020 |                       |         |                                      |                 |       |                  |           |
| 12.  | Simona Halep (1)      | 4       | Adelaide International, Adelaide     | Cemento         | QF    | 6–4, 6–2         | 12        |
| 2021 |                       |         |                                      |                 |       |                  |           |
| 13.  | Simona Halep (2)      | 3       | Stuttgart Open, Stoccarda            | Terra rossa (i) | SF    | 6–3, 6–2         | 7         |
| 14.  | Ashleigh Barty (2)    | 1       | Madrid Open, Madrid                  | Terra rossa     | F     | 6–0, 3–6, 6–4    | 7         |
| 15.  | Barbora Krejčíková    | 9       | US Open, New York                    | Cemento         | QF    | 6–1, 6–4         | 2         |
| 16.  | Iga Świątek (1)       | 9       | WTA Finals, Guadalajara              | Cemento         | RR    | 2–6, 6–2, 7–5    | 2         |
| 2022 |                       |         |                                      |                 |       |                  |           |
| 17.  | Anett Kontaveit       | 6       | Stuttgart Open, Stoccarda            | Terra rossa (i) | QF    | 6–4, 3–6, 6–1    | 4         |
| 18.  | Paula Badosa          | 3       | Stuttgart Open, Stoccarda            | Terra rossa (i) | SF    | 7–6(5), 6–4      | 4         |
| 19.  | Ons Jabeur (1)        | 2       | WTA Finals, Fort Worth               | Cemento (i)     | RR    | 3–6, 7–6(5), 7–5 | 7         |
| 20.  | Jessica Pegula (1)    | 3       | WTA Finals, Fort Worth               | Cemento (i)     | RR    | 6–3, 7–5         | 7         |
| 21.  | Iga Świątek (2)       | 1       | WTA Finals, Fort Worth               | Cemento (i)     | SF    | 6–2, 2–6, 6–1    | 7         |
| 2023 |                       |         |                                      |                 |       |                  |           |
| 22.  | Belinda Bencic        | 10      | Australian Open, Melbourne           | Cemento         | 4T    | 7–5, 6–2         | 5         |
| 23.  | Coco Gauff (1)        | 6       | Indian Wells Open, Indian Wells      | Cemento         | QF    | 6–4, 6–0         | 2         |
| 24.  | Maria Sakkarī (1)     | 7       | Indian Wells Open, Indian Wells      | Cemento         | SF    | 6–2, 6–3         | 2         |
| 25.  | Maria Sakkarī (2)     | 9       | Madrid Open, Madrid                  | Terra rossa     | SF    | 6–4, 6–1         | 2         |
| 26.  | Iga Świątek (3)       | 1       | Madrid Open, Madrid                  | Terra rossa     | F     | 6–3, 3–6, 6–3    | 2         |
| 27.  | Ons Jabeur (2)        | 5       | Cincinnati Open, Cincinnati          | Cemento         | QF    | 7-5, 6-3         | 2         |
| 28.  | Maria Sakkarī (3)     | 9       | WTA Finals, Cancún                   | Cemento         | RR    | 6-0, 6-1         | 1         |
| 29.  | Elena Rybakina (1)    | 4       | WTA Finals, Cancún                   | Cemento         | RR    | 6-2, 3-6, 6-3    | 1         |
| 2024 |                       |         |                                      |                 |       |                  |           |
| 30.  | Coco Gauff (2)        | 4       | Australian Open, Melbourne           | Cemento         | SF    | 7–6(2), 6–4      | 2         |
| 31.  | Elena Rybakina (2)    | 4       | Madrid Open, Madrid                  | Terra rossa     | SF    | 1-6, 7-5, 7-6(5) | 2         |
| 32.  | Jeļena Ostapenko      | 10      | Internazionali d'Italia, Roma        | Terra rossa     | QF    | 6-2, 6-4         | 2         |
| 33.  | Iga Świątek (4)       | 1       | Cincinnati Open, Cincinnati          | Cemento         | SF    | 6-3, 6-3         | 3         |
| 34.  | Jessica Pegula (2)    | 6       | Cincinnati Open, Cincinnati          | Cemento         | F     | 6-3, 7-5         | 3         |
| 35.  | Zheng Qinwen (1)      | 7       | US Open, New York                    | Cemento         | QF    | 6–1, 6–2         | 2         |
| 36.  | Jessica Pegula (3)    | 6       | US Open, New York                    | Cemento         | F     | 7-5, 7-5         | 2         |
| 37.  | Coco Gauff (3)        | 4       | Wuhan Open, Wuhan                    | Cemento         | SF    | 1-6, 6-4, 6–4    | 2         |
| 38.  | Zheng Qinwen (2)      | 7       | Wuhan Open, Wuhan                    | Cemento         | F     | 6-3, 5-7, 6-3    | 2         |
| 39.  | Zheng Qinwen (3)      | 7       | WTA Finals, Riad                     | Cemento (i)     | RR    | 6-3, 6-4         | 1         |
| 40.  | Jasmine Paolini (1)   | 4       | WTA Finals, Riad                     | Cemento (i)     | RR    | 6-3, 7-5         | 1         |
| 2025 |                       |         |                                      |                 |       |                  |           |
| 41.  | Madison Keys          | 5       | Indian Wells Open, Indian Wells      | Cemento         | SF    | 6–0, 6–1         | 1         |
| 42.  | Zheng Qinwen (4)      | 9       | Miami Open, Miami Gardens            | Cemento         | QF    | 6–2, 7–5         | 1         |
| 43.  | Jasmine Paolini (2)   | 7       | Miami Open, Miami Gardens            | Cemento         | SF    | 6–2, 6–2         | 1         |
| 44.  | Jessica Pegula (4)    | 4       | Miami Open, Miami Gardens            | Cemento         | F     | 7–5, 6–2         | 1         |
| 45.  | Jasmine Paolini (3)   | 6       | Stuttgart Open, Stoccarda            | Terra rossa (i) | SF    | 7–5, 6–4         | 1         |
| 46.  | Coco Gauff (4)        | 4       | Madrid Open, Madrid                  | Terra rossa     | F     | 6–3, 7–6(3)      | 1         |
| 47.  | Zheng Qinwen (5)      | 7       | Open di Francia, Parigi              | Terra rossa     | QF    | 7–6(3), 6–3      | 1         |
| 48.  | Iga Świątek (5)       | 5       | Open di Francia, Parigi              | Terra rossa     | SF    | 7–6(1), 4–6, 6–0 | 1         |

## Montepremi annuali
| Anno   | Grandi Slam | WTA Tour | Totale | Guadagni ($) | Posizione |
| ------ | ----------- | -------- | ------ | ------------ | --------- |
| 2015   | 0           | 0        | 0      | 6881 $       | 625       |
| 2016   | 0           | 0        | 0      | 33839 $      | 299       |
| 2017   | 0           | 0        | 0      | 199155 $     | 144       |
| 2018   | 0           | 2        | 2      | 1867872 $    | 23        |
| 2019   | 0           | 3        | 3      | 3415687 $    | 11        |
| 2020   | 0           | 3        | 3      | 1239684 $    | 9         |
| 2021   | 0           | 2        | 2      | 2909281 $    | 3         |
| 2022   | 0           | 0        | 0      | 2461320 $    | 8         |
| 2023   | 1           | 2        | 3      | 8202653 $    | 2         |
| 2024   | 2           | 2        | 4      | 9729260 $    | 1         |
| 2025   | 0           | 3        | 3      | 5916888 $    | 1         |
| Totale | 3           | 17       | 20     | 36023711 $   | 9         |

- Aggiornato al 9 giugno 2025.